# Mario Bianchi
Mario Bianchi (* 7. Januar 1939 in Rom; † 27. Juli 2022) war ein italienischer Filmregisseur und Drehbuchautor. 

## Leben
Bianchi wurde 1939 als Sohn des Regisseurs Roberto Bianchi Montero geboren.
1967 begann er als Regieassistent bei Filmen von Siro Marcellini, Ferdinando Baldi und seinem Vater; etliche Male trug er auch zum Drehbuch bei. 1971 inszenierte er erstmals selbst; er drehte Italowestern und Polizeifilme, bis er sich dem erotischen Genre zuwandte. 1983 wechselte er ins Hardcore-Geschäft. Seine meist sehr billig hergestellten Filme erhielten nahezu ausschließlich vernichtende Kritiken.
Bianchi verwendete zahlreiche Pseudonyme, darunter Alan W. Cools, Frank Bronston und Mario Antoni sowie Nicholas Moore.
Bianchi ist nicht zu verwechseln mit einem gleichnamigen Regisseur, dessen 1965 entstandener Film La legge della mafia nur begrenzte Verbreitung erfuhr und welcher später als Missionar nach Polynesien ging.
Der Regisseur verstarb am 27. Juli 2022.

## Filmografie

### Regie
- 1971: In nome del padre, del figlio e della Colt
- 1972: Hai sbagliato… dovevi uccidermi subito!
- 1973: Sing mir das Lied der Rache (Lo chiamavano Requiescat)
- 1978: Provinz ohne Gesetz (Provincia violenta)
- 1979: Die Ungreifbaren (I guappi non si toccano)
- 1980: Sexorgien im Satansschloss (La bimba di Satana)
- 1981: Das Sex-Taxi (Chiamate 6969: Taxi per Signora)
- 1982: Frau Doktor kann’s nicht lassen (Pierino aiutante messo comunale… praticamente spione)
- 1989: Non avere paura della zia Marta

### Als Darsteller
- 1969: 36 Stunden in der Hölle (36 ore all'inferno)